# Sedliště (ort i Tjeckien, Pardubice)
Sedliště är en ort i Tjeckien.   Den ligger i regionen Pardubice, i den centrala delen av landet, 130 km öster om huvudstaden Prag. Sedliště ligger 329 meter över havet och antalet invånare är 239.
Terrängen runt Sedliště är platt söderut, men norrut är den kuperad.Runt Sedliště är det ganska tätbefolkat, med 80 invånare per kvadratkilometer. Närmaste större samhälle är Česká Třebová, 12,2 km öster om Sedliště. Trakten runt Sedliště består till största delen av jordbruksmark.